# 山棱岗乡
山棱岗乡，是中华人民共和国四川省凉山彝族自治州雷波县下辖的一个乡镇级行政单位。

## 行政区划
山棱岗乡下辖以下地区：
丁家坪村、竹儿窝村、泽拉瓦拖村、哈千村、田家湾村和互助村。